# Bosmeikever
De bosmeikever (Melolontha hippocastani) is een kever uit de familie bladsprietkevers (Scarabaeidae). 

## Kenmerken
Melolontha hippocastani heeft een lengte van 22 tot 26 mm lang. De kleur van het hoofd en de borst is meestal bruin, maar kan ook aanzienlijk donkerder zijn. Ook deze meikever heeft de typische witte haardriehoeken aan de zijkanten van het achterlijf (abdomen). Het uiteinde van het achterlijf (telson) loopt net zo nauw taps toe als dat van de de meikever (Melolontha melolontha), maar de punt is enigszins nodulair uitgezet - iets minder duidelijk bij het vrouwtje. 
De derde soort in Midden-Europa is Melolontha pectoralis, maar waarvan de telson stomp eindigt en die alleen in het uiterste zuidwesten voorkomt.
Mannelijke meikevers hebben zeven "bladeren" op hun voelsprieten, terwijl de vrouwtjes er maar zes hebben.
Met behulp van bodembioakoestiek kunnen larven van de meikever (Melolontha melolontha) en de meikever (M. hippocastani) worden onderscheiden door een zoemend geluid dat ze maken door hun kaken tegen elkaar te wrijven. Geïsoleerde larven maken zelden geluid, maar die in hetzelfde gebied maken veel geluid. Er is gesuggereerd dat het gedrag larven kan waarschuwen voor concurrentie voor de beschikbare voedselvoorziening.

## Levenswijze
Volwassen exemplaren verschijnen eind april of in mei en leven ongeveer vijf tot zeven weken. Na ongeveer twee weken begint het vrouwtje eieren te leggen, die ze ongeveer 10 tot 20 cm diep in de aarde begraaft. Ze kan dit meerdere keren doen totdat ze tussen de 60 en 80 eieren heeft gelegd. De gewone meikever legt zijn eitjes in het veld, terwijl de bosmeikever in de buurt van de bomen blijft. Het favoriete voedsel voor volwassenen zijn eikenbladeren, maar ze zullen zich ook voeden met dennennaalden.
De larven, bekend als "witte larven" of "keverslarven", komen na vier tot zes weken uit. Ze voeden zich met plantenwortels, bijvoorbeeld aardappelwortels. De larven ontwikkelen zich drie tot vier jaar in de aarde, in koudere klimaten zelfs vijf jaar, en groeien continu tot een grootte van ongeveer 4 à 5 cm, voordat ze in de vroege herfst verpoppen en zich in zes weken ontwikkelen tot een volwassen meikever.
De meikever overwintert in de aarde op een diepte van 20 tot 100 cm. Pas in het voorjaar banen ze zich een weg naar de oppervlakte.
Vanwege hun lange ontwikkelingstijd als larve verschijnen meikevers in een cyclus van elke drie of vier jaar; de jaren variëren van regio tot regio. Er is een grotere cyclus van ongeveer 30 jaar bovenop, waarin ze in ongewoon hoge aantallen (10.000) voorkomen (of beter gezegd, vroeger voorkwamen).

## Verspreiding
Hij komt voor in Europa en Azië. In Azië reikt het via Noord-Kazachstan en Zuid-Rusland tot Noord-Mongolië en Mantsjoerije.